# Alexander Schleicher ASG 29
Dimensions
L'ASG 29 est une grande évolution du ASW-27 du constructeur Alexander Schleicher GmbH & Co. 
Il a été conçu avec la possibilité de concourir dans la Classe 15m FAI avec une envergure de 15 mètres ou en 18 mètres pour la classe 18m FAI.
Il a été présenté en 2005, par Michael Greiner comme son premier projet.
Il peut être équipé un système motorisé lui permettant de reprendre de l'altitude mais qui ne lui permet pas de décoller par ses propres moyens.

Chris Saunders devient le maître américain de la classe 18 mètres avec l’ASG 29 et Tassilo Bode est arrivé 2e  au Gliding Grand Prix en configuration 15 mètres.
Après le départ à la retraite de l'ingénieur Gerhard Waibel qui signait ses planeurs par le W de ASW, le nouvel ingénieur programme allemand se nomme Michael Greiner d'où le G.
Cet ingénieur a travaillé sur le perfectionnement du modèle ASW 27 et a participé à la certification de l'ASW-27-18 (nom officiel de l'ASG 29).
C'est un planeur qui peut concourir dans la Classe 15m FAI ou 18m FAI.

## Construction
L'ASG 29 a été conçu pour la classe FAI 18 mètres mais l'aile étant en 4 morceaux pour être démontée et facilement transportée, l'envergure peut être réduite à 15 mètres.
L'ASG 29 est équipé de volets de courbure, de ballasts structuraux dans les deux ailes intérieures et dans le fuselage (en option). Au bout des ailes, les mêmes Winglets de 50 cm de hauteur conviennent pour les deux configurations. Les commandes des ailerons, des aérofreins et des volets d'atterrissage sont à branchement automatique lors de l'assemblage des ailes.
Le cockpit a été développé en étroite collaboration avec l'Université d'Aix-la-Chapelle dans le but de mieux protéger le pilote en cas d'accident grâce à l'utilisation des fibres de carbone de façon aisée et stable. Les cockpits de sécurité sont construits par la société Schleicher depuis l'ASW 19 et ont été résolument perfectionnés depuis ce temps-là.
L'emplanture a été développée avec les toutes dernières connaissances en aérodynamique, tout comme la queue en T équipée d'une roulette de queue. Pour optimiser le centrage, un réservoir de 5l d'eau peut être installé dans la dérive.
Le train d'atterrissage rétractable est équipé d'un frein à disque à commande hydraulique.
La variante motorisée, l'ASG 29 E, est équipé d'un moteur à deux temps de 13,2 kilowatts (18 CV) monté sur bras articulé. Les derniers modèles de l'ASG 29E possèdent une hélice de plus petit diamètre, et d'un moteur de 18 kW (24 CV), lui donnant un taux de montée de 1.2 m/s. Depuis fin 2015, le moteur peut être équipé d'un démarreur électrique, cette version est dénommée ASG 29 Es.

## Sources
- Alexander Schleicher GmbH & Co
- Sailplane Directory
- Easa Certificat